# Rossfeld
Rossfeld je občina v departmaju Bas-Rhin francoske regije Alzacija.
Leta 1990 je v občini živelo 687 oseb oz. 112 oseb/km².